# Nowy Tschas
Nowy Tschas (belarussisch Новы час Neue Zeit) ist eine belarussische nicht-staatliche Zeitung, die erstmals im März 2002 erschien. Sie wird jede Woche veröffentlicht. Die Zeitung schreibt über Gesellschaft und Politik in der belarussischen Sprache und gilt als ein Periodikum für Intellektuelle.

## Geschichte
Die Regierung hat „Nowy Tschas“ die ganze Zeit Probleme bereitet. Kurz nach der Gründung wurde das Erscheinen von „Nowy Tschas“ eingestellt. Die Zeitung wurde Ende 2007 von der belarussischen Regierung abgemahnt. Im Juni 2010 wurde „Nowy Tschas“ auch vom Informationsministerium gewarnt. Dann wurde sie aus den von der Regierung betriebenen Geschäften entfernt.
Die Zeitung berichtete über die Proteste in Belarus 2020 und die Präsidentschaftswahl in Belarus 2020, weshalb mehrere Journalisten von „Nowy Tschas“ vor Gericht gestellt und verhaftet wurden.
Seit Februar 2021 ist die Zeitung nicht mehr in staatlichen Geschäften erhältlich.
Am 12. März 2021 wurde Dsjanis Iwaschyn, Journalist der Publikation, Autor der Artikelserie „Wen oder was Berkut in Belarus schützt“, der am Tag vor seiner Verhaftung ein Interview Current Time TV gab, in dem er Ergebnissen seiner journalistischen Untersuchung eröffnete, in einem Strafverfahren verhaftet, weil er „die Aktivitäten der Polizei gestört hatte“. Durch eine gemeinsame Erklärung von acht Organisationen (Wjasna, der Belarussische Journalistenverband, das Belarussische Helsinki-Komitee u. a.) wurde er am 24. März 2021 als politischer Gefangener anerkannt.
Am 28. Mai 2021 stellte der stellvertretende Generalstaatsanwalt der Republik Belarus Maksim Waronin eine offizielle Warnung in Russisch an die Chefredakteurin von Nowy Tschas aus, in der er Beschwerden über drei im Februar und April 2021 veröffentlichte Artikel äußerte. Einige Zitate aus diesen Artikeln in der von Waronin unterzeichneten Warnung wurden jedoch falsch aus der belarussischen Sprache in die russische Sprache übersetzt. Am 7. Juni 2021 reagierte Belpost auf die Warnung und teilte der Redaktion mit, dass der staatliche Monopolịst die Zeitung für das zweite Halbjahr in den Abo-Katalog nicht aufnehmen werde.
Am 10. August 2021 wurde bekannt, dass die Printausgabe der Zeitung nach dem 12. August eingestellt würde. Die Privatdruckerei „Roll Print“ bezog sich in ihrem Schreiben vom 27. Juli auf die Schwierigkeiten im Produktionsprozess, wodurch die weitere Erfüllung des Druckauftrages unmöglich würde. Die Redaktion versuchte, einen Ersatz für sie zu finden, jedoch ohne Erfolg. Es wurde dennoch versprochen, dass die Webseite und soziale Netzwerke aktualisiert werden würde.
Am 19. und 20. Oktober 2021 wurden im Büro der Zeitung und in den Wohnungen von Journalisten Durchsuchungen durchgeführt, die Mitarbeiter wurden verhört. Außerdem wurden Computer und andere Bürogeräte beschlagnahmt. Die Internationale Journalisten-Föderation, die Europäische Journalisten-Föderation, der Belarussische Journalistenverband kritisierten den Angriff auf „Nowy Tschas“.
Am 28. Oktober 2021 wurde die Eröffnung der Website novychas.by in Belarus und im Ausland eingestellt. Als Reaktion auf die Sperrung startete die Redaktion den Spiegel novychas.online.
Im Januar 2024 wurde bekannt, dass die Website und Internetseiten von Novy Tschas in die Liste der extremistischen Materialien in Weißrussland aufgenommen wurden. Anfang 2023 wurden der Telegram-Kanal der Zeitung, ihre Odnoklassniki-Gruppe, ihre Instagram-Seite und ihr TikTok-Konto für extremistisch erklärt.

## Auszeichnungen
- Knight International Journalism Preis der John S. and James L. Knight Foundation (2008)[23][24]
- ZEIT-Stiftung Ebelin und Gerd Bucerius Preis (2009)[25][26][27]